# Fernando Pastoriza
Fernando Pastoriza, född 1 februari 1965, är en argentinsk friidrottare. Han deltog vid olympiska sommarspelen 1988.